# Funkley
Funkley is een plaats (city) in de Amerikaanse staat Minnesota, en valt bestuurlijk gezien onder Beltrami County.

## Demografie
Bij de volkstelling in 2000 werd het aantal inwoners vastgesteld op 15.
In 2006 is het aantal inwoners door het United States Census Bureau geschat op 16, een stijging van 1 (6,7%).

## Geografie
Volgens het United States Census Bureau beslaat de plaats een oppervlakte van
1,0 km², geheel bestaande uit land. Funkley ligt op ongeveer 413 m boven zeeniveau.

## Plaatsen in de nabije omgeving
De onderstaande figuur toont nabijgelegen plaatsen in een straal van 24 km rond Funkley.